# Uzovská Panica
Uzovská Panica (en hongrois : Uzapanyit) est une commune du district de Rimavská Sobota, dans la région de Banská Bystrica, en Slovaquie.

## Histoire
La première mention écrite du village date de 1427.
La localité fut annexée par la Hongrie après le premier arbitrage de Vienne le 2 novembre 1938. En 1938, on comptait 896 habitants dont 10 d'origine juive. Elle faisait partie du district de Rimavská Sobota (hongrois : Rimaszombati járás). Le nom de la localité avant la Seconde Guerre mondiale était Uzovská Panita/Uza-Panyit. Durant la période 1938 - 1945, le nom hongrois Uzapanyit était d'usage. À la libération, la commune a été réintégrée dans la Tchécoslovaquie reconstituée.

## Démographie

### Évolution de la population
| Année:               | 1994. | 2004.    | 2014.   | 2024.    |
| -------------------- | ----- | -------- | ------- | -------- |
| Nombre de personnes: | 599   | 694      | 750     | 835      |
| Différence:          |       | +15,85 % | +8,06 % | +11,33 % |

| Année:               | 2023. | 2024.   |
| -------------------- | ----- | ------- |
| Nombre de personnes: | 826   | 835     |
| Différence:          |       | +1,08 % |